# Discografia dei Billy Talent
 Questa è la discografia della rock band canadese Billy Talent. In questa discografia sono inclusi tre elementi che risalgono al passato quando la band era conosciuta come Pezz. Questi sono Demoluca, Dudebox e Watoosh!. Oltre a questi elementi, questa discografia documenta ogni album in studio, album dal vivo, EP, DVD e singoli pubblicati sotto il nome di Billy Talent. 

## Album

### Album in studio
| Anno                                    | Dettagli                                                                          | Classifiche | Classifiche | Classifiche | Classifiche | Classifiche | Classifiche | Classifiche | Classifiche | Classifiche | Classifiche | Certificazioni                                                      |
| Anno                                    | Dettagli                                                                          | AUS         | AUT         | CAN         | FIN         | GER         | IRL         | SWI         | UK          | US          | US Heat     | Certificazioni                                                      |
| --------------------------------------- | --------------------------------------------------------------------------------- | ----------- | ----------- | ----------- | ----------- | ----------- | ----------- | ----------- | ----------- | ----------- | ----------- | ------------------------------------------------------------------- |
| 2003                                    | Billy Talent - Pubblicato: 16 Settembre, 2003 - Etichetta: Atlantic               | —           | 38          | 6           | —           | 97          | —           | —           | 124         | 194         | 11          | - MC: 3× Platino - BVMI: Platino - BPI: Aegento                     |
| 2006                                    | Billy Talent II - Pubblicato: 27 Giugno, 2006 - Etichetta: Atlantic               | —           | 4           | 1           | 22          | 1           | —           | 31          | 46          | 134         | 3           | - MC: 3× Platino - BVMI: 2× Platino - BPI: Argento - IFPIA: Platino |
| 2009                                    | Billy Talent III - Pubblicato: 22 Settembre, 2009 - Etichetta: Warner, Roadrunner | 44          | 2           | 1           | 3           | 2           | 98          | 3           | 35          | 107         | 1           | - MC: 2× Platino - BVMI: Platino                                    |
| 2012                                    | Dead Silence - Pubblicato: 11 Settembre, 2012 - Etichetta: Warner, Last Gang      | 36          | 2           | 1           | 12          | 1           | 94          | 3           | 23          | 135         | 3           | - MC: Platino - BVMI: Gold                                          |
| 2016                                    | Afraid of Heights - Pubblicato: 29 Luglio, 2016 - Etichetta: Warner, The End      | 26          | 1           | 1           | 26          | 1           | —           | 1           | 23          | —           | 8           | - MC: Platino                                                       |
| 2022                                    | Crisis of Faith - Pubblicato: 21 gennaio 2022 - Etichetta: Spinefarm Records      | 2           | —           | 8           | —           | 1           | —           | 4           | —           | —           | —           |                                                                     |
| — indica nessuna presenza in classifica |                                                                                   |             |             |             |             |             |             |             |             |             |             |                                                                     |

### Album dal vivo
| Anno                                    | Dettagli                                                                                     | Classifiche | Classifiche | Classifiche | Classifiche | Classifiche | Classifiche | Classifiche |
| Anno                                    | Dettagli                                                                                     | AUT         | CAN         | FIN         | GER         | SWI         | US          | US Heat     |
| --------------------------------------- | -------------------------------------------------------------------------------------------- | ----------- | ----------- | ----------- | ----------- | ----------- | ----------- | ----------- |
| 2006                                    | Live from the UK Sept./2006 - Pubblicato: 8/16 Settembre, 2006 - Etichetta: Atlantic Records | —           | —           | —           | —           | —           | —           | —           |
| 2007                                    | 666 - Pubblicato: 27 Novembre, 2007 - Eticehtta: Atlantic Records                            | 17          | —           | —           | 31          | —           | —           | —           |
| 2023                                    | Live at Festhalle Frankfurt - Pubblicato: 16 Giugno, 2023 - Etichetta: Dudebox Records       | —           | —           | —           | —           | —           | —           | —           |
| — indica nessuna presenza in classifica |                                                                                              |             |             |             |             |             |             |             |

### Raccolte
| Anno | Dettagli                                                             | Classifiche | Classifiche | Classifiche | Classifiche | Classifiche | Classifiche | Classifiche |
| Anno | Dettagli                                                             | AUT         | CAN         | FIN         | GER         | SWI         | US          | US Heat     |
| ---- | -------------------------------------------------------------------- | ----------- | ----------- | ----------- | ----------- | ----------- | ----------- | ----------- |
| 2014 | Hits - Pubblicato: 4 Novembre, 2014 - Etichetta: Warner Music Canada | —           | 15          | —           | 69          | 79          | —           | —           |

## EP
| Anno | Dettagli                                                                       |
| ---- | ------------------------------------------------------------------------------ |
| 1994 | Demoluca - Pubblicato: 1994 - Etichetta: autoprodotto                          |
| 1995 | Dudebox - Pubblicato: gennaio 1995 - Label: autoprodotto                       |
| 2001 | Try Honesty EP - Pubblicato: 2001 - Etichetta: Atlantic                        |
| 2003 | Try Honesty/Living in the Shadows - Pubblicato: 2003 - Etichetta: autoprodotto |
| 2009 | Rusted from the Rain EP - Pubblicato: 28 Luglio, 2009 - Etichetta: Warner      |
| 2010 | iTunes Session - Pubblicato: 16 Febbraio, 2010 - Etichetta: iTunes             |

## Singoli
| Anno | Traccia                                          | Classifiche | Classifiche | Classifiche | Classifiche | Classifiche | Classifiche | Classifiche | Classifiche | Classifiche | Album             |
| Anno | Traccia                                          | AUT         | BEL (Fla)   | CAN         | CAN Alt     | CAN Rock    | GER         | SWI         | UK          | US Alt.     | Album             |
| --- | ------------------------------------------------ | ----------- | ----------- | ----------- | ----------- | ----------- | ----------- | ----------- | ----------- | ----------- | ----------------- |
| 2003 | Try Honesty                                      | —           | —           | —           | ×           | ×           | —           | —           | 68          | 24          | Billy Talent      |
| 2003 | The Ex                                           | —           | —           | —           | ×           | ×           | —           | —           | 61          | —           | Billy Talent      |
| 2004 | River Below                                      | —           | —           | —           | ×           | 12          | —           | —           | 70          | —           | Billy Talent      |
| 2004 | Nothing to Lose                                  | —           | —           | —           | ×           | 15          | —           | —           | —           | —           | Billy Talent      |
| 2006 | Devil in a Midnight Mass                         | —           | —           | 4           | ×           | 5           | —           | —           | 66          | —           | Billy Talent II   |
| 2006 | Red Flag                                         | 19          | —           | —           | ×           | 10          | 34          | —           | 49          | —           | Billy Talent II   |
| 2006 | Fallen Leaves                                    | 34          | 68          | 22          | ×           | 2           | 35          | 91          | —           | —           | Billy Talent II   |
| 2007 | Surrender                                        | 45          | 60          | 22          | ×           | 9           | 46          | —           | —           | —           | Billy Talent II   |
| 2007 | This Suffering                                   | —           | —           | 93          | ×           | 27          | —           | —           | —           | —           | Billy Talent II   |
| 2009 | Turn Your Back (Single Version, feat. Anti-Flag) | 50          | —           | 23          | ×           | 19          | —           | —           | —           | —           | Non-album single  |
| 2009 | Rusted from the Rain                             | 19          | —           | 9           | 1           | 1           | 14          | 53          | —           | —           | Billy Talent III  |
| 2009 | Devil on My Shoulder                             | —           | —           | 46          | 4           | 2           | —           | —           | —           | —           | Billy Talent III  |
| 2010 | Saint Veronika                                   | —           | —           | 62          | 4           | 3           | —           | —           | —           | —           | Billy Talent III  |
| 2010 | Diamond on a Landmine                            | —           | —           | 88          | 10          | 7           | —           | —           | —           | —           | Billy Talent III  |
| 2012 | Viking Death March                               | —           | —           | 69          | 3           | 7           | —           | —           | —           | —           | Dead Silence      |
| 2012 | Surprise Surprise                                | —           | —           | 77          | 8           | 1           | 77          | —           | —           | —           | Dead Silence      |
| 2013 | Stand Up and Run                                 | —           | —           | 90          | 13          | 1           | —           | —           | —           | —           | Dead Silence      |
| 2013 | Show Me the Way                                  | —           | —           | —           | 22          | 8           | —           | —           | —           | —           | Dead Silence      |
| 2014 | Kingdom of Zod                                   | —           | —           | —           | —           | 5           | —           | —           | —           | —           | Hits              |
| 2014 | Chasing the Sun                                  | —           | —           | —           | —           | 34          | —           | —           | —           | —           | Hits              |
| 2016 | A Passage To Bangkok                             |             |             |             |             |             |             |             |             |             | Non-album single  |
| 2016 | Afraid of Heights                                | —           | —           | —           | 6           | 1           | —           | —           | —           | —           | Afraid of Heights |
| 2016 | Louder Than the DJ                               | —           | —           | —           | —           | 18          | —           | —           | —           | —           | Afraid of Heights |
| 2017 | Time-Bomb Ticking Away                           | —           | —           | —           | —           | 50          | —           | —           | —           | —           | Afraid of Heights |
| 2017 | Ghost Ship of Cannibal Rats                      | —           | —           | —           | —           | 21          | —           | —           | —           | —           | Afraid of Heights |
| 2019 | Forgiveness I + II                               | _           | —           | —           | —           | 40          | —           | —           | —           | —           | Crisis of Faith   |
| 2020 | Reckless Paradise                                | —           | —           | —           | —           | 1           | —           | —           | —           | —           | Crisis of Faith   |
| 2020 | I Beg to Differ (This Will Get Better)           |             |             |             |             |             |             |             |             |             | Crisis of Faith   |
| 2021 | End of Me                                        |             |             |             |             |             |             |             |             |             | Crisis of Faith   |
| — indica nessuna presenza in classifica × indica i periodi in cui le classifiche non esistevano o non erano archiviati. |                                                  |             |             |             |             |             |             |             |             |             |                   |

## DVD
| Anno | Titolo               | Certificazioni |
| ---- | -------------------- | -------------- |
| 2004 | Scandalous Travelers | CAN: Platino   |

## Video musicali
| Anno | Titolo                      | Regista                               |
| ---- | --------------------------- | ------------------------------------- |
| 2003 | Try Honesty                 | Sean Michael Turrell                  |
| 2004 | The Ex                      | Billy Talent & Shawn Maher            |
| 2004 | River Below                 | Sean Michael Turrell                  |
| 2004 | Nothing to Lose             | Sean Michael Turrell                  |
| 2006 | Devil in a Midnight Mass    | Sean Michael Turrell                  |
| 2006 | Red Flag                    | Floria Sigismondi                     |
| 2006 | Fallen Leaves               | Dean Karr & Ian D'Sa                  |
| 2007 | Surrender                   | Phil Harder                           |
| 2007 | The Navy Song               |                                       |
| 2007 | This Suffering              | Pierre & Francois Lamoureux           |
| 2009 | Rusted From the Rain        | Wayne Isham                           |
| 2009 | Devil on My Shoulder        | Howard Greenhalgh                     |
| 2010 | Saint Veronika              | Michael Maxxis                        |
| 2010 | Diamond on a Landmine       | Michael Maxxis                        |
| 2010 | Prisoners of Today          | Dustin Rabin                          |
| 2012 | Viking Death March          | Michael Maxxis, David Hogan           |
| 2012 | Surprise Surprise           | Michael Maxxis                        |
| 2013 | Stand Up and Run            | Phil Harder                           |
| 2013 | Show Me the Way             | Alon Isocianu, Jack Kay, Chad Kroeger |
| 2013 | Runnin' Across the Tracks   | Alon Isocianu                         |
| 2014 | Kingdom of Zod              | Sean Michael Turrell                  |
| 2015 | Chasing the Sun             | Phil Harder                           |
| 2015 | Love Was Still Around       | Dustin Rabin                          |
| 2016 | Afraid of Heights           | Alon Isocianu                         |
| 2016 | Louder Than The DJ          | Aaron Solowoniuk & Dustin Rabin       |
| 2017 | Ghost Ship of Cannibal Rats | Jeremy Schaulin Rioux & Sarah Legault |